# Équipe de Porto Rico féminine de handball
Dernière mise à jour : 3 septembre 2020.
L'équipe de Porto Rico de handball féminin représente la Fédération de Porto Rico de handball lors des compétitions internationales, notamment aux championnats du monde.
L'équipe dispute les championnats du monde pour la première fois en 2015. Elle enregistre quatre défaites contre les équipes européennes engagées dans son groupe du tour préliminaire, avant de remporter son premier match contre le Kazakhstan en match de clôture.
L'équipe sa qualifie une seconde fois pour les championnats du monde en 2021. Dans une nouvelle formule élargie à 32 équipes, les portoricaines s'imposent au 1er tour face à l'Ouzbékistan. Cette victoire leur permet d'obtenir une qualification historique pour le tour principal, où elles s'imposent contre le Kazakhstan, ce qui leur permet d'éviter de terminer dernières de leur poule.

## Palmarès

### Championnats du monde

#### Compétition à 24 équipes
- 2015 : 20e Place
- 2017 à 2019 : non qualifié

#### Compétition à 32 équipes
- 2021 : 20e Place

### Championnats panaméricains
- 1991 : 7e Place
- 2015 : 4e Place
- 2017 : 6e Place

### Championnats d'Amérique du Nord et des Caraïbes
- 2015 : 5e place
- 2017 :  1re place
- 2019 :  2e place
- 2021 :  1re place
- 2023 : non qualifiée
- 2025 : 5e place